# Achterberg (Utrecht)

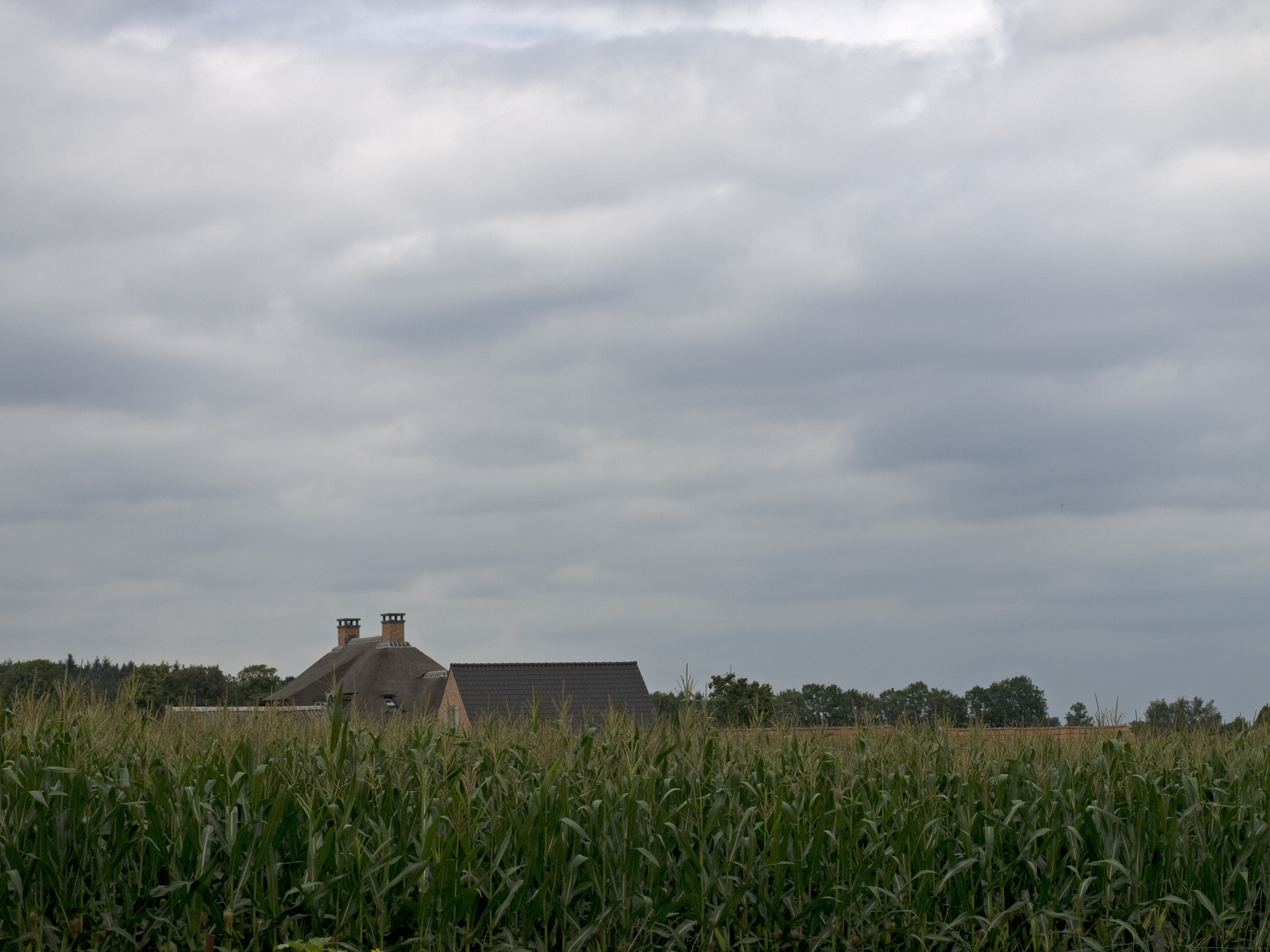
NW einde van Bovenweg te Achterberg

Achterberg is een dorp  in de gemeente Rhenen, in de Nederlandse provincie Utrecht. Het dorp heeft ca. 1655 inwoners (2022). Achterberg is een agrarisch dorp met monumentale boerderijen. Het Trekvogelpad loopt door Achterberg. Voor de postcodes ligt Achterberg in Rhenen.

## Kerken
Ook zijn er in Achterberg 3 kerken:
- een Hervormde Gemeente binnen de PKN
- een Hersteld Hervormde Gemeente
- een Oud Gereformeerde Gemeente

Eerst- en laatstgenoemde in een monumentaal kerkgebouw, de andere in een nieuw gebouw, dat in 2013 is gerealiseerd aan de Korte Steeg. Achterberg is een kerkelijke plaats. Bij de Tweede Kamerverkiezingen van 2012 behaalde de SGP net geen meerderheid van de stemmen in het dorp, 48,9%.

## Evenementen
Achterberg staat regionaal vooral bekend om 2 grote evenementen: Koningsdag en de Achterbergse dag. Op Koningsdag (27 april) worden allerlei evenementen georganiseerd zoals een optocht, zeskamp, ringsteken, enz.
Achterbergse dag is een evenement op 2e Pinksterdag waar ieder jaar tienduizenden mensen op af komen om de kraampjes te bezoeken, wc-pot te gooien en andere dingen te doen.

## Geschiedenis
In de Middeleeuwen werd in Achterberg aan de voet van de Grebbeberg, kasteel Ter Horst gebouwd door Bisschop Godfried van Rhenen (1156 - 1178). Het diende als gevangenis, bestuurscentrum en militaire veste. In 1543 werd dit kasteel verwoest en niet meer opgebouwd. De tufstenen werden gebruikt voor kasteel Vredenburg in Utrecht.
Een ander kasteel in de nabijheid van Achterberg was Kasteel Levendaal bij Laareind, dat al in de veertiende eeuw in akten wordt vermeld, en dat in negentiende eeuw werd gesloopt. Het enige wat nog aan het kasteel herinnert is de oude linde, die op de voorburcht van het kasteel heeft gestaan, en die nu bij een boerderij staat.
In de Tweede Wereldoorlog is aan de rand van Achterberg bij de Grebbeberg hard gevochten. Er zijn nog kazematten aanwezig die op gedenkdagen ook te bezichtigen zijn.

## Sport
Op zaterdag 20 augustus 2022 liep de route van de tweede etappe (van 's-Hertogenbosch naar Utrecht) van de Ronde van Spanje 2022 door Achterberg.